# Saint-Vaast-la-Hougue
Saint-Vaast-la-Hougue är en kommun i departementet Manche i regionen Normandie i norra Frankrike. Kommunen ligger i kantonen Quettehou som tillhör arrondissementet Cherbourg. År 2022 hade Saint-Vaast-la-Hougue 1 666 invånare.

## Befolkningsutveckling
Antalet invånare i kommunen Saint-Vaast-la-Hougue
| Referens: INSEE |